# 황해 (영화)
《황해》(The Yellow Sea)는 2010년에 개봉한 대한민국의 범죄 스릴러 영화다. 나홍진 감독의 전작인 《추격자》의 흥행 이후, 총 제작비 100억여 원이 투입되어 제작되었다.

## 캐스팅
- 하정우 - 김구남 역
- 김윤석 - 면정학 (면가)역
- 조성하 - 김태원 사장 역
- 이철민 - 최성남 이사 역
- 곽도원 - 김승현 교수 역
- 임예원 - 김 교수 부인 역
- 탁성은 - 구남 부인 역
- 이엘 - 주영 역
- 정만식 - 형사 1 역
- 정민성 - 고 형사 역
- 염동헌 - 대머리 역
- 공정환 - 전필규 역
- 강현중 - 부산항 선원 역
- 조재윤 - 부산항 트럭 운전수 역
- 박병은 - 은행원 역
- 나광훈 - 마작판 싸움남 2 역
- 손강국 - 보은 경찰 1 역
- 이희준 - 보은 경찰 2 역
- 백원길 - 납치남 1 역
- 유하복 - 택시 사장 역
- 백승철 - 빚받이 2 역
- 오윤홍 - 태원 부인 역
- 방혜영 - 버스회사여직원 역
- 백현주 - 가리봉 호프집 주인 역
- 이영수 - 면가 패거리 8 역
- 이준혁 - 개장수 2 역
- 조하석 - 개장수 3 역
- 추승욱 - 태원 운전수 역
- 서왕석 - 태원 조직원 4 역
- 이수용 - 태원 조직원 5 역
- 김기석 - 태원 조직원 6 역
- 기세형 - 태원 조직원 7 역
- 강우신 - 광역수사대 강우신 팀장 역
- 김동현 - 광역 수사대 형사 1 역
- 양재영 - 광역 수사대 형사 2 역
- 이규섭 - 태원 조직원 10 역
- 김일구 - 울산 민박집 브로커 역
- 이정은 - 안마시술소 직원 3 역
- 김재화 - 호텔 가운녀 역
- 장소연 - 호텔 직원 역
- 손상현
- 진모 - 중국 어부 3 역

## 수상 경력
- 2011년 제44회 시체스영화제 오피셜 판타스틱-최우수감독상(나홍진)
- 2011년 제5회 아시아 필름 어워드 남우주연상(하정우)
- 2011년 제31회 한국영화평론가협회상 남자연기자상(하정우)
- 2011년 제48회 대종상 영화제 남우조연상(조성하), 의상상(채경화)
- 2011년 제47회 백상예술대상 영화 남자최우수연기상(하정우)
- 2011년 제32회 청룡영화상 조명상(황순욱)
- 2011년 제15회 부천국제판타스틱영화제 감독상(장편)(나홍진)